# Centàurea linifòlia
Centàurea linifòlia o centàurea (Centaurea linifolia) és una planta amb flor del gènere Centaurea que només es troba al nord-est de la península Ibèrica. Als Països Catalans només es presenta a Catalunya a l'oest del Llobregat i al País Valencià a l'Alt Vinalopó i al Maestrat, a Rossell, a la vora del riu Cérvol.

## Descripció
Planta aspra, amb pilositat curta i més o menys rígida, fulles linears o linears lanceolades enteres o subenteres. Fa de 10 a 40 cm. Floreix de maig a juliol. Viu en la brolla o pastures camefítiques en terrenys amb calç fins als 1130 m d'altitud.

### Subespècies
- C. linifolia ssp linifolia (fulles linears)
- C. linifolia ssp caballeroi (fulles de la tija més amples).